# Чемпионат Кыргызстана по самбо 2016
Чемпионат Кыргызстана по самбо 2016 года прошёл в городе Бишкек 5-7 апреля. В соревнованиях, прошедших в Дворце спорта им. Кожомкула, приняли участие более 500 спортсменов.

## Спортивное самбо
| Весовая категория | Золото                          | Серебро                          | Бронза                                                           |
| ----------------- | ------------------------------- | -------------------------------- | ---------------------------------------------------------------- |
| 52 кг             | Эрмек Акматов (Кегеты)          | Кайрат Тологонов («Заря»)        | Жаныбек уулу Руслан (КГАФКи С) Болотбек уулу Тагайбек («Манас»)  |
| 57 кг             | Даврон Маразыков (СВ ДЮСШ)      | Тилек Аманкулов (Ленинский ДЮСШ) | Эрназар Шарипжанов («Манас») Азат Аманбеков (Токтогул)           |
| 68 кг             | Руслан Токторбаев (КГАФКиС)     | Малик Токтосунов (СВДЮСШ)        | Нурсултае Абдухаликов («МУмар») Элдос Масиев (Иссык-Куль)        |
| 74 кг             | Кубанычбек уулу Азиз (Лен ДЮСШ) | Мамбетжан уулу Урмат (КНУ)       | Нурсултан Таштанов («Динамо») Дайырбек Карыяев (Лен ДЮСШ)        |
| 90 кг             | Павел Гончаров (Токмак)         | Бектур Жамалбеков (КГАФКиС)      | Элеман Кенжебаев («Динамо») Гафар Култаев («Заря»)               |
| 100 кг            | Урмат Арыкбаев (Лен ДЮСШ)       | Тилек Куралов («Дордой»)         | Сулейман Тсамилов (Александровка) Жакут Токтоматов (Джалал-Абад) |

## Боевое самбо
| Весовая категория | Золото                               | Серебро                                     | Бронза                                                                       |
| ----------------- | ------------------------------------ | ------------------------------------------- | ---------------------------------------------------------------------------- |
| 57 кг             | Алтынбек уулу Аманат (Сокулук)       | Муратбек уулу Эрлан («МУмар»)               | Нашанбай уулу Бексултан (Ош, «Алыш») Назирбек уулу Ахмед (СВ ДЮСШ)           |
| 62 кг             | Токтобай уулу Жалынбек («МУмар»)     | Коргонбай уулу Элеман (УВД г Ош)            | Маматсагын уулу Султанмурат (Уулу Кыргыз) Улан Эралиев («Трудовые резервы»)  |
| 74 кг             | Аксаралы уулу Акай (Карасуу)         | Азамат Шамшидинов (Балыкчы)                 | Нурисбек Бекбердиев («Динамо» Джалал-Абад) Маматемин уулу Салморбек (М Умар) |
| 87 кг             | Данияр Бабакулов («Жаш-Куч»)         | Эдилбек Шакирмаматов («МУмар»)              | Кайназар уулу Бекназар («МУмар») Данияр Абдибаев (Ош, УВД)                   |
| 100 кг            | Азиз Токтомамбетов (Чолпон-Ата)      | Жакшылык Такин (Чолпон-Ата)                 | Алишер Тагаев (ПСН гОш) Улуебек Мамытов («Дордой»)                           |
| Свыше 100 кг      | Кубанычбек Кокумов (УВД Джалал-Абад) | Жакутбек Токтоматов («Динамо», Джалал-Абад) | Орозбай уулу Нурбек (ПСН Джалал-Абад Айдарбек Чормонов (УВД, Джалал-Абад)    |